# Westonaria
Westonaria (ancienne Venterspost) est une ville de la province de Gauteng de l’Afrique du Sud située à 45 km à l'ouest de Johannesburg et à 18 km au sud de Randfontein.
La ville de Westonaria fut formée en 1948 à partir des villages de Venterspost (fondé en 1937) et de Westonaria (fondé en 1938). La ville prend d'abord le nom de Venterspost avant de prendre le nom de Westonaria lors de la création de la municipalité en 1952. Le nom est un homophone de zone ouest.